# Большая Белёва
Большая Белёва (в речи жителей и на дорожном указателе Большое Белёво) — деревня в Глебовском сельском поселении Рыбинского района Ярославской области.
Деревня расположена к северу от автомобильной дороги Рыбинск—Глебово, северо-западнее стоящей непосредственно на дороге деревни Малая Белева. Примерно в 2 км к западу от деревни стоит село Раздумово, которое в прошлом было центром округи. В деревне от автомобильной дороги Рыбинск—Глебово имеется ответвление к этому селу, следующее по старому маршруту тракта Рыбинск-Глебово, который позднее прошел южнее. Через деревню Большая Белева идёт также дорога в северном направлении к деревня Новинки, Торхово, Крячково, Кошелево, Большое Андрейково.
Деревня указана на плане Генерального межевания Рыбинского уезда 1792 года просто как деревня Белева, там же Малая Белева обозначена как М. Белева.
На 1 января 2007 года в деревне числилось 109 постоянных жителей. Почтовое отделение, расположенное в посёлке Тихменево обслуживает в деревне 26 домов.